# Гейдушка, Ян
Ян Ге́йдушка, псевдоним — Фи́лякс (в.-луж. Jan Hejduška, Filaks, 14 ноября 1915 года, Небельшицы, Лужица, Германия — 1944 год, Восточный фронт, СССР) — верхнелужицкий поэт.
Родился 14 ноября 1915 года в серболужицкой рабочей семье в деревне Небельшицы. После начальной школы с 1930 года по 1937 год обучался в гимназии в чешской деревне Богосудов. Во время обучения был членом Сербовки и занимался изданием студенческого журнала «Gmejska heja». С 1937 года был рабочим. После начала Второй мировой войны был призван в армию и погиб в 1944 году на Восточном фронте в возрасте 28 лет.
До войны опубликовал три поэмы.